# Love Synonym Pt.2: Right for Us
Love Synonym Pt.2: Right for Us — второй мини-альбом южнокорейского певца Вонхо, выпущенный 26 февраля 2021 года на лейблах Highline Entertainment и Kakao M

## Предыстория
После выпуска своего дебютного мини-альбома Love Synonym Pt.1: Right for Me Вонхо обрёл популярность не только как бывший участник Monsta X, но и как сольный исполнитель. Все песни из прошлого альбома попали в чарт Billboard World Digital Single Sales Chart, а сам альбом продался тиражом 143 655 копий, попав на шестое место в чарт Gaon Album Chart. 

## Выпуск и продвижение
В сентябре 2020 года на своём онлайн-концерте, под названием IWonhoyou певец анонсировал свой новый мини-альбом и спел песню «Flash». 3 февраля было объявлено о том, что альбом выйдет 26 февраля 2021 года. 
Экранизация в виде клипа на трек «Lose» вышла в один день с альбомом, также вышла экранизация на песню «Ain't About You» записанный совместно с Kiiara, а также специальное видео на композицию «Weneed», выпущенное в день рождения Вонхо. 

## Приём

### Коммерческий успех
«Lose», «Ain't About You», «Devil», «Weneed» и «Flash» попали в Billboard World Digital Single Sales Chart. Сам альбом попал на второе место в чарте Gaon и на двадцать седьмое место в Oricon. 

### Отзывы
Руби с из NME описал открывающую композицию альбома «Lose», как — «знойное, таинственное начало мини-альбома с торжественным фортепианным вступлением, которое переходит в глубокие импульсы EDM», он считает, что он уступает заглавной песни из предыдущего альбома Вонхо «Open Mind». Продолжая рецензию, он считает, песня «Flash» «могла бы стать эмоциональным ядром мини-альбома, но ее размещение после полных надежд Weneed создает странный антиклиматический эффект». Композицию «Ain't About You» он описывает «чувственной» и «кокетливой» и выдающейся в альбоме. Заключительная песня в альбоме «Outro: And» была названа «волнующей».

## Список композиций
| №                   | Название                               | Текст песни                                 | Музыка                                                           | Длительность |
| ------------------- | -------------------------------------- | ------------------------------------------- | ---------------------------------------------------------------- | ------------ |
| 1.                  | «Lose»                                 | Вонхо, Brother Su                           | Noah Conrad, Tony Ferrari, Roland Spreckley                      | 3:07         |
| 2.                  | «Devil»                                | 153/JoombasI, Jin-gyeong, Geum Seong-sik    | 153/JoombasI, Jin-gyeong                                         | 3:24         |
| 3.                  | «Best Shot»                            | Вонхо, Savage House Gang, An Seon-yong      | Вонхо, Savage House Gang, An Seon-yong                           | 3:16         |
| 4.                  | «Weneed»                               | Вонхо, Savage House Gang, An Seon-yong      | Вонхо, Savage House Gang, An Seon-yong                           | 3:14         |
| 5.                  | «Ain't About You» (совместно с Kiiara) | Frequency for Freq Show Music, Inc          | Bryan Fryzel, Elizabeth Lowell Boland, Brandon Treyshun Campbell | 3:24         |
| 6.                  | «Flash»                                | Вонхо, 1Hz, Vendors, Brother Su             | Вонхо, 1Hz, Vendors, Brother Su                                  | 3:38         |
| 7.                  | «Lose (English Version)»               | Noah Conrad, Tony Ferrari, Roland Spreckley | Noah Conrad                                                      | 3:06         |
| 8.                  | «Outro: And»                           |                                             | Вонхо, Savage House Gang                                         | 1:34         |
| Общая длительность: | Общая длительность:                    | Общая длительность:                         | Общая длительность:                                              | 24:43        |